# Аджи-Коба

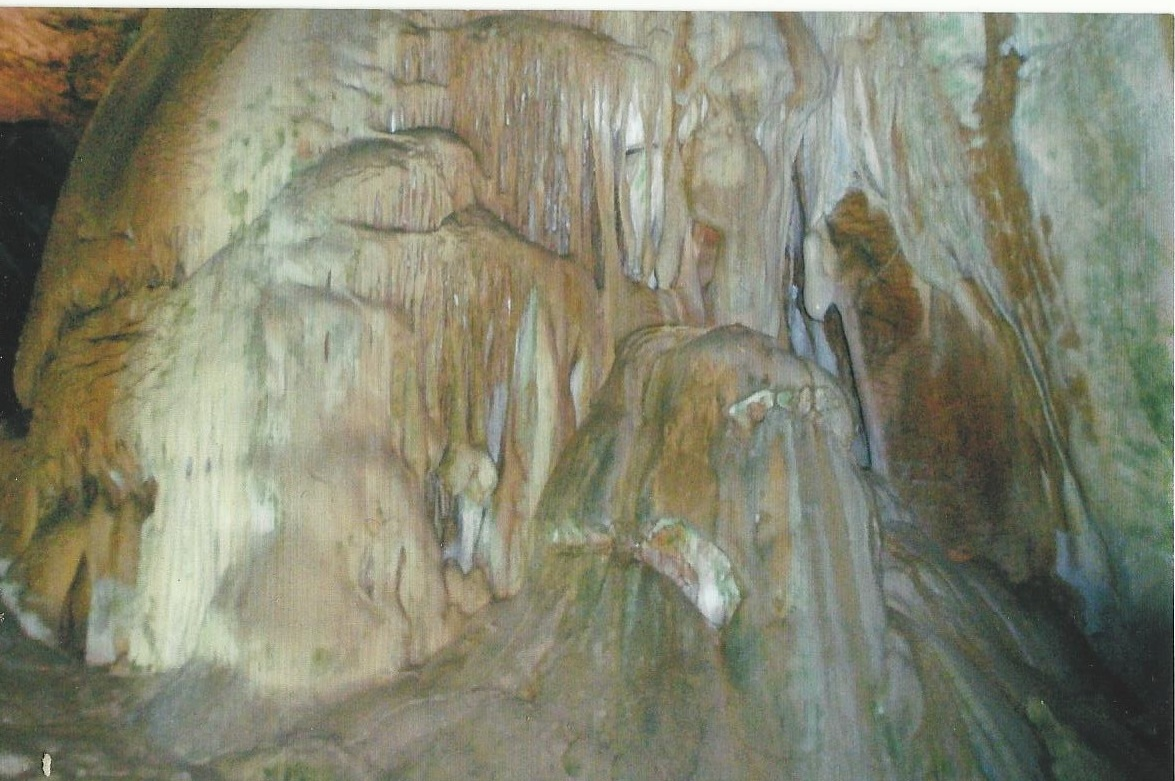
У печері Аджи-Коба

44°55′00″ пн. ш. 34°27′28″ сх. д. / 44.916598° пн. ш. 34.457810° сх. д.Аджи́-Коба́ — двошарова печерна стоянка давньокам'яної доби на західному схилі Караби-Яйли, у скельного обриву плато у Білогірському районі Криму.

## Назва
Як і більшість кримських печер, Аджи-Коба має кілька співзвучних назв (Аджи-Коба, Хаджи-Коба, Ауджа-Коба). У вільному перекладі з тюркських говірок — «Гірка печера», «Печера мандрівника» (хаджи).
Десятки тисячоліть Аджи-Коба була житлом людини. У всі часи служила вона притулком мисливців. Сама назва Аджи-Коба, на думку вчених, — спотворене Ауджа-Коба, тобто «Мисливська печера».

## Аджи-Коба І
Досліджувалася в 1932—1933 роках Глібом Бонч Осмоловським.
Стоянка знаходиться в глибокій печері довжиною 32 й шириною 6,5 м у вигляді ряду з'єднаних один з одним залів.
Археологічні розкопки показали, що печера була притулком неандертальця. Кроманьйонці також жили у печері Аджи-Коба, під самим окрайком яйли.
З 3-х розкопів загальною площею близько 50 м² виділено 2 культурних шари: мустьєрський та верхньої давньокам'яної доби. Також траплялися й осколки кизил-кобинської кераміки.

### 2-ий шар
Серед тваринних залишків 2-го, — мустьєрського шару є: бик, сайга, благородній й північний олень, носорогом, дикий кінь й віслюк, вовк, лисицею, песець, корсак, ведмідь, гієна та рись.
Кремінний інвентар: знаряддя з односторонньою й двосторонньою обробкою, остроконечники й скребла.

### 1-ий шар
Тварини 1-го шару відрізняються від 2-го шару відсутністю носорога й коня, але містить додатково залишки козла, муфлона, гієни, дикої кішки, рисі й тюленя.
Виявлені пластини з крайовою підправкою, мікроплатівки з крайової ретушшю, серединні й кутові різці на платівках, скребки на довгих пластинах та сколах, а також уламки кістяних шил.

## Аджи-Коба ІІ й Аджи-Коба ІІІ
В 1 км на південь від печери Аджи-Коба-1 виявлені, що були вивчені А А. Яневичем:
- стоянка Аджи-Коба II, що відноситься до раннього етапу гірськокримської новокам'яної культури;
- стоянка Аджи-Коба III, що відноситься до мурзак-кобинської культури.

## Ресурси Інтернету
- Аджи-Коба — пещера странника на Караби [Архівовано 2 квітня 2015 у Wayback Machine.]
- Печера Аджи-Коба[недоступне посилання з лютого 2019]

| Україна | Це незавершена стаття про Україну. Ви можете допомогти проєкту, виправивши або дописавши її. |